# Lydella boscii
Lydella boscii är en tvåvingeart som först beskrevs av Macquart 1843.  Lydella boscii ingår i släktet Lydella och familjen parasitflugor.
Artens utbredningsområde är Mauritius. Inga underarter finns listade i Catalogue of Life.